# SBS Radio
SBS Radio A/S var et dansk datterselskab af ProSiebenSat.1 Media, der drev radiostationerne The Voice, Nova FM og POP FM.
Oprindeligt var SBS Radio en del af SBS Broadcasting, der blev overtaget af ProSiebenSat.1 Media i 2007.
Den ældste af kanalerne er The Voice, der begyndte sine udsendelser i 1984. I 1999 etableredes søsterkanalen POP FM, der blev lukket i 2004 efter SBS' overtagelse af Radio 2 året før, men som blev relanceret i 2010.
I 2008 blev Radio 2 erstattet af Radio City, der sendte til 2009, hvorefter dennes frekevenser blev brugt til den nye station, Nova FM, der opstod gennem SBS Radios og TV2s aftale om at drive Den femte jordbaserede FM-radiokanal, som TV2 før havde drevet alene.
SBS forsøgte sig i 2002 med en nyheds- og erhvervsradio, kaldet Nyhedsradioen 24/7, men denne gik ind med udgangen af 2004.
Radiostationerne blev solgt til Bauer Media Danmark i april 2015.